# Lolo Wano
Lolo Wano is een bestuurslaag in het regentschap West-Soemba van de provincie Oost-Nusa Tenggara, Indonesië. Lolo Wano telt 1713 inwoners (volkstelling 2010).